# Oxtjärnen (Bygdeå socken, Västerbotten)
Oxtjärnen är en sjö i Robertsfors kommun i Västerbotten och ingår i Dalkarlsån-Sävaråns kustområde.